# Masacres de prisioneros por la NKVD
Las masacres de prisioneros por la NKVD fueron una serie de ejecuciones en masa, llevadas a cabo por la NKVD, sucesora de la Checa, durante la Segunda Guerra Mundial, contra presos políticos, en toda Europa del Este, sobre todo Polonia, Ucrania, las repúblicas bálticas, Besarabia y otras partes de la Unión Soviética, a medida que el Ejército Rojo se retiraba tras el ataque alemán contra las posiciones soviéticas en la Polonia ocupada y la propia Unión Soviética, conocido como la Operación Barbarroja.
Las estimaciones del número de muertos varían según los lugares; casi 9000 en la República Socialista Soviética de Ucrania, 20 000 a 30 000 en Polonia oriental (ahora parte de Bielorrusia y Ucrania occidental), pero el número total alcanza aproximadamente 100 000 víctimas de ejecuciones extrajudiciales en el lapso de unas pocas semanas.

## Visión general
El comienzo de la Operación Barbarroja sorprendió a la NKVD, cuyas cárceles en territorios anexionados por la Unión Soviética a raíz del Pacto Mólotov-Ribbentrop, estaban atestadas de presos políticos. En el este de la Polonia ocupada, la NKVD fue encargada de evacuar y liquidar a más de 140 000 presos (orden de evacuación para la NKVD No. 00803). En Ucrania y Bielorrusia Occidental 60 000 personas se vieron obligadas a iniciar la evacuación a pie. Según los informes oficiales soviéticos más de 9800 prisioneros fueron ejecutados en las cárceles, 1443 fueron ejecutados durante la evacuación, 59 fueron asesinados por tratar de escapar, 23 murieron a consecuencia de las bombas alemanas y 1057 murieron por otras causas. El historiador Yuri Boshyk escribe acerca de los asesinatos que:
"no fue sólo el número de los ejecutados, sino también la forma en que murieron, lo que conmocionó a la población. Cuando los familiares de los detenidos penetraron en las cárceles después de la evacuación soviética, quedaron horrorizados al encontrar los cuerpos tan gravemente mutilados que muchos no pudieron ser identificados. Era evidente que muchos de los presos habían sido además torturados antes de morir; otros fueron asesinados en masa".
Aproximadamente dos terceras partes del total de los 150.000 presos fueron asesinados; la mayoría de los demás fueron transportados al interior de la Unión Soviética, pero algunos fueron abandonados en el interior de las prisiones cuando no hubo tiempo de ejecutarlos y otros lograron escapar.

## Las masacres
La NKVD y el Ejército Rojo mataron a los prisioneros en muchos lugares de Polonia y Crimea. Inmediatamente después del inicio de la invasión alemana, la NKVD comenzó la ejecución de un gran número de presos en la mayor parte de sus prisiones, y la evacuación del resto en marchas de la muerte.
La mayoría de ellos fueron presos políticos, encarcelados y ejecutados sin juicio. Las masacres fueron posteriormente documentadas por las autoridades alemanas de ocupación y utilizadas por la propaganda antisoviética y antijudía. Después de la guerra y tras la caída de los regímenes comunistas, las autoridades de Alemania, Polonia, Bielorrusia e Israel identificaron no menos de 25 cárceles en las que los prisioneros fueron asesinados, y un número mucho mayor de enclaves de ejecuciones en masa.

### Estonia
- Tartu: el 9 de julio de 1941, casi 250 detenidos fueron asesinados en la cárcel de Tartu y en el patio de la llamada Casa Gris, sede de la NKVD; sus cuerpos fueron arrojados a tumbas improvisadas y también en la prisión. 
[13]
- Kautla: el 24 de julio de 1941 el Ejército Rojo mató a más de 20 civiles y quemó sus fincas.

### Letonia
- Litene: el 14 de junio de 1941, 120 oficiales del Ejército letón fueron conducidos a los bosques en la creencia de que estaban realizando una misión de entrenamiento. Ya en el bosque fueron desarmados, atados y ejecutados por la NKVD. 
[14]

### Lituania
- Vilna (Vilnius en lituano, Wilno en polaco): después de la invasión alemana, la NKVD asesinó a un gran número de presos de la temible prisión de Lukiškės.[15]
- Rainiai, cerca Telšiai: hasta 79 presos políticos fueron asesinados en lo que se conoce como la masacre de Rainiai, el 24 de junio y el día siguiente.
- Prisión de Pravieniškės, cerca de Kaunas: en junio de 1941. la NKVD asesinó a 260 presos políticos y a todos los funcionarios de prisiones lituanos.

### Polonia

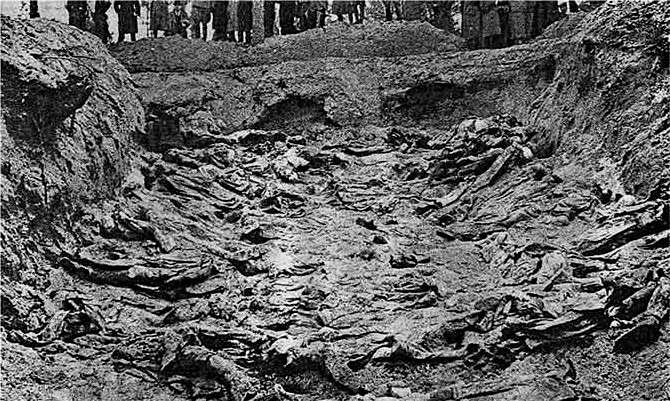
Exhumación de los cuerpos de oficiales polacos asesinados por el NKVD en 1940 en Katyn, 1943

En 1941, una gran parte de la población étnicamente polaca, que vivía bajo dominio soviético en la mitad oriental de Polonia, ya había sido deportada a zonas remotas de la URSS. Otros, entre ellos un gran número de civiles polacos de otras etnias (en su mayoría bielorrusos y ucranianos), fueron encerrados en prisiones provisionales, en diversas ciudades de la región, a la espera de la deportación, ya fuera a las prisiones de la NKVD en Moscú o al Gulag. Se estima que de los 13 millones de personas que vivían en Polonia Oriental, alrededor de medio millón fueron encarceladas, siendo varones más del 90 % de ellas. Así aproximadamente el 10 % de los hombres adultos estaban encarcelados en el momento de la ofensiva alemana. Muchos murieron en las prisiones por tortura o negligencia.  Muchos muertos en prisiones de tortura o negligencia. Los métodos de tortura incluían quemar a las víctimas con agua hirviendo y cortar las orejas, la nariz y los dedos. Timothy Snyder estima que la NKVD fusiló a unos 9817 ciudadanos polacos encarcelados a raíz de la invasión alemana de la URSS, en 1941.
- Algunos lugares de masacres de la NKVD, en la Polonia de antes de la guerra, se encuentran ahora en Lituania (véase más arriba), Bielorrusia y Ucrania (véase más adelante).

### Bielorrusia
- Matanza de Cherven cerca de Minsk: a finales de junio, la NKVD comenzó la evacuación de todas las prisiones de Minsk. Entre el 24 y 27 de junio, al menos 1.000 personas murieron en Cherven y durante las marchas de la muerte[18][19]
- Glybókaye (Głębokie en Polonia antes de la guerra), cerca de Vítebsk:[20] el 24 de junio, la NKVD ejecutó aproximadamente 800 prisioneros, la mayoría de ellos ciudadanos polacos.[9] Varios miles más perecieron durante una marcha de la muerte para Mikaláieva cerca Ula.[21]
- Hrodna (Grodno en Polonia antes de la guerra): el 22 de junio de 1941, la NKVD ejecutado varias decenas de personas en la prisión local. La ejecución en masa de los 1700 prisioneros restantes no fue posible debido al avance del ejército alemán y apresurada retirada de los verdugos del NKVD.[22]
- Vileyka (Wilejka antes de la guerra Polonia): varias decenas de personas, en su mayoría presos políticos, enfermos y heridos, fueron ejecutados antes de la salida de los guardias soviéticos el 24 de junio de 1941.[23]

### Ucrania

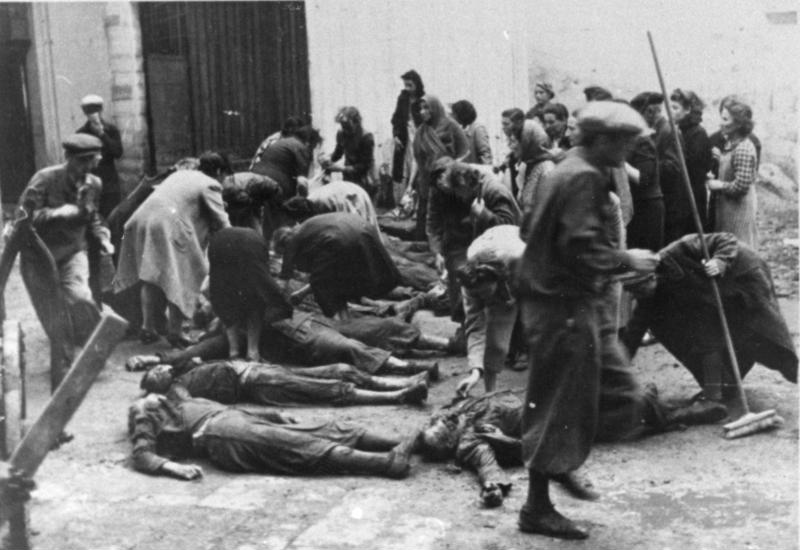
Alemanes étnicos asesinados en la prisión de la NKVD de Ternópil cuando se acercaban las tropas alemanas. Las familias intentan identificarlos el 10 de julio de 1941.

- Berezhany (Brzeżany en la Polonia de preguerra), cerca de Ternópil (Tarnopol): entre el 22 de junio y 1 de julio, la guarnición de la prisión de la NKVD local ejecutó aproximadamente a 300 ciudadanos polacos, entre ellos un gran número de ucranianos étnicos. [22]
- Dubno (en Polonia antes de la guerra): todos los presos en la cárcel de tres pisos de Dubno, entre ellos mujeres y niños, fueron ejecutados.[3]
- Ivano-Frankivsk (Stanisławów en la Polonia de preguerra): más de 500 prisioneros polacos (incluyendo 150 mujeres con decenas de niños) fueron asesinados por la NKVD y enterrado en varias fosas comunes en Demiániv Laz.
- Lutsk (Łuck en la Polonia de preguerra): Después de que la prisión fuera bombardeada por los alemanes, las autoridades soviéticas prometieron la amnistía a todos los presos políticos, a fin de evitar fugas. A medida que se formaban filas, eran ametrallados por los tanques soviéticos. Se les dijo: "los que siguen vivos que se levanten." Algunos se pusieron en pie y fueron obligados a enterrar a los muertos, después de lo cual fueron asesinados también. El Ministerio de Relaciones Exteriores nazi afirmó que 1.500 ucranianos fueron asesinados, mientras que la inteligencia militar de las SS nazis afirmaron que fueron 4.000.[2]

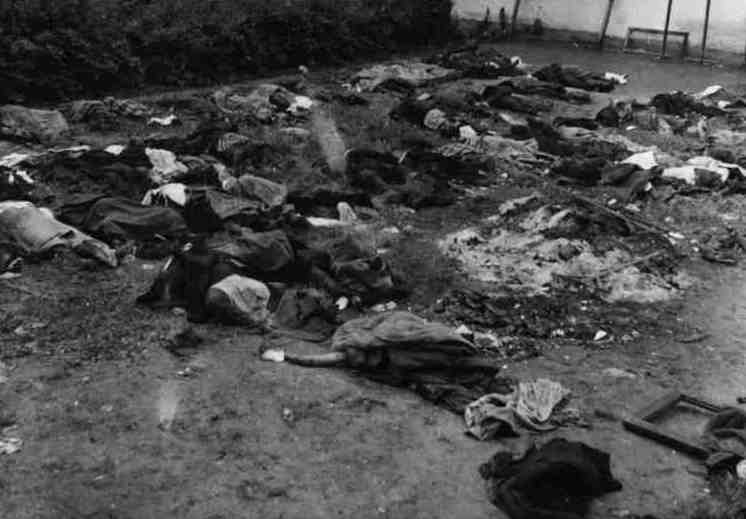
Víctimas en una calle de Lviv, 6 de junio de 1941

- Lviv (Lvov en la Polonia de preguerra): las masacres en esta ciudad comenzaron inmediatamente después del ataque alemán, el 22 de junio, y continuaron hasta el 28 de junio. La NKVD ejecutó a varios miles de presos en varias cárceles provisionales. Entre los métodos comunes de exterminio estaban disparar a los presos en sus celdas, matarlos con granadas lanzadas a los calabozos o dejarlos morir de hambre en sótanos. A algunos los mataron a ballonetazos. Se estima que más de 4.000 personas fueron asesinadas de esta manera, mientras que el número de sobrevivientes se estima en unos 270. Un levantamiento de ucranianos obligó a la NKVD a retirarse brevemente, pero pronto regresaron matar a los presos que permanecían en las celdas. [6]
- Sámbir (Sambor en la Polonia de antes de la guerra): 570 muertos[24]
- Campo de Rútchenkovo en la óblast de Donetsk
- Tragedia de Járkov: 1.200 prisioneros fueron quemados.
- Vínnytsia: más de 9000 ejecutados.[5]
- Simferópol: el 31 de octubre, la NKVD mató a tiros a un grupo de personas en su propia sede y en la prisión de la ciudad. En Yalta, el 4 de noviembre, la NKVD fusiló a todos los presos de las cárceles de la ciudad.[7]

#### Estadísticas soviéticas para 78 cárceles ucranianas
- Evacuados 45.569
- Asesinados en el interior de las prisiones 8.789
- Muertos mientras intentaban escapar 48
- Ejecutados legalmente 123
- Ejecutados ilegalmente 55
- Consiguieron salvarse 3.536[25]

### Rusia

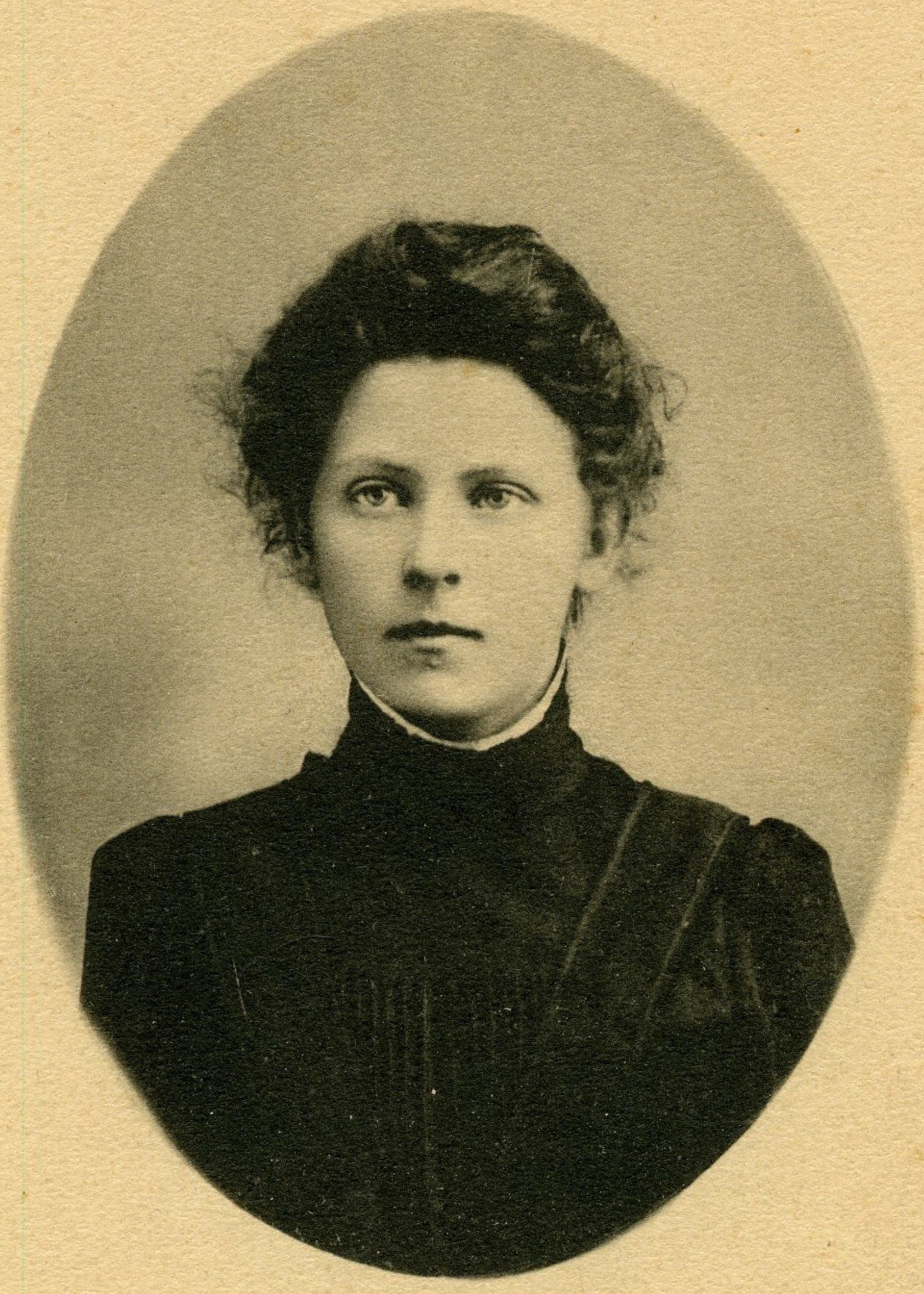
María Spiridónova, destacada dirigente del Partido Socialrevolucionario de Izquierda, que vivió encarcelada en la Unión Soviética, desde 1918 hasta su fusilamiento en 1937.

- Oriol: en septiembre de 1941, más de 150 presos políticos (entre ellos Christian Rakovski, María Spiridónova y Olga Kámeneva) fueron ejecutados en el bosque Medvédevski, cerca de Oriol.
- Kúibyshev: el 28 de octubre de 1941, en el posiólok Barbysh cerca de Kúibyshev, por orden de Lavrenti Beria, fueron fusilados 20 prisioneros, entre ellos el teniente general Yákov Smushkévich, el mayor general Pável Rychagov, su esposa, la aviadora María Nesterenko, el coronel general Aleksandr Loktiónov y Filipp Goloschokin. Cinco prisoneros más fueron fusilados el 1 de noviembre.[26]

### Balkaria
- La NKVD masacró a aproximadamente 1.500 civiles balkarios, en el valle del río Cherek, entre el 27 y el 30 de noviembre de 1942.[27][28]